# Berlewalde
Het Berlewalde is een verdwenen middeleeuws bos dat was gelegen in de westelijke Achterhoek. De exacte locatie is niet bekend; in 1294/1295 wordt het in de rekening van graaf Reinoud I van Gelre genoemd.
De naam Berlewalde wordt sinds 2008 door wetenschappers -en in navolging van hen door lokale overheden- gebruikt als pars pro toto voor het midden van de Achterhoek, waar tegenwoordig dorpen als Ruurlo, Vorden, Hengelo, Steenderen en Zelhem liggen. Dit Berlewalde wordt gezien als een mystiek beeld van een historisch boslandschap waar de overheden in het beleid voor het landelijk gebied gebruik van kunnen maken. Onderstaand verhaal heeft betrekking op dit Berlewalde in overdrachtelijke zin.

## Wildernis
Toen de mens overschakelde op de landbouw verdween het oerbos snel, het eerst van de hogere delen van het landschap waar akkers werden aangelegd. Grazend vee versnelde de aftakeling van het omringende bos. Het resultaat was dat al in de IJzertijd, omstreeks 2500 jaar geleden, een halfopen parklandschap was ontstaan, waarin cultuurland werd afgewisseld door struikgewas en restanten bos. Alleen het lage, moerassige midden, tussen Ruurlo en Steenderen, het Synwede, bleef tot ver in de middeleeuwen een bosrijke wildernis, afgewisseld met venen. Grote delen van het moerassige gebied waren begroeid met elzenbroekbos.
De Achterhoek was eeuwenlang een grensgebied, tussen de bisdommen van Utrecht en Münster. Vanuit invloedssferen uit westelijke en oostelijke richting, zoals de bisschop van Utrecht en het Sticht Vreden, kwamen in de Achterhoek in de vroege middeleeuwen (omstreeks de 9e eeuw) ontginningen op gang. Er waren overigens wel enkele permanent bewoonde eilanden, zoals Zelhem en nederzettingen ten oosten van Zutphen.

## Bewoning
Vanuit deze oudste woonkernen raakte de bewoning steeds verder verspreid. De grootste dekzandruggen in het gebied werden omstreeks de 12e eeuw omgevormd tot enken. Ook kleinere zandkoppen werden akkerland, deze individuele ontginningen
zijn de kampen. Bij elk gehucht of elke buurtschap behoorde behalve een enk ook weidegrond en hooiland. Vee werd zowel
geweid op het veld (heide) als in het meer voedselrijke broek. Langs de beken in de broeken lag hooiland.
In het Synwede (Zieuwent) liepen tot in de 15e eeuw kuddes (half-) wilde paarden. Het bos werd door de mens gebruikt, om vee (vooral varkens en runderen) te weiden, maar ook de productie van houtskool was belangrijk. De oudste sporen van houtskoolproductie dateren uit de negende eeuw (bij Ruurlo en Zutphen), de jongste uit 1905 (bij Zieuwent). Het houtskool werd vooral gebruikt om ijzer te bewerken (onder meer bij Zutphen en Zelhem).
Vanaf de 14e eeuw wordt op steeds grotere schaal turf gestoken in de venen en worden er sloten gegraven, voor zowel de afvoer van turf als ontwatering. Deze ontwatering maakte ontginningen mogelijk in de voorheen natte gebieden. De laatste bossnippers van het natte oerbos, dat we tegenwoordig in zijn algemeenheid als Berlewalde aanduiden, verdwijnen uiteindelijk in de 16e en 17e eeuw uit het landschap.